# Episodi di Adelheid und ihre Mörder (quarta stagione)
La quarta stagione della serie televisiva Adelheid und ihre Mörder è stata trasmessa in anteprima in Germania da Das Erste tra il 23 settembre 2003 e il 16 dicembre 2003.
| nº | Titolo originale            | Titolo italiano | Prima TV Germania | Prima TV Italia |
| -- | --------------------------- | --------------- | ----------------- | --------------- |
| 1  | Millionenpuzzle             | inedito         | 23 settembre 2003 | inedito         |
| 2  | Der Schwarze Bube           | inedito         | 30 settembre 2003 | inedito         |
| 3  | Ein Vogel namens Otto       | inedito         | 7 ottobre 2003    | inedito         |
| 4  | Botschaft aus dem Grab      | inedito         | 14 ottobre 2003   | inedito         |
| 5  | Zwei Morde und ein halber   | inedito         | 21 ottobre 2003   | inedito         |
| 6  | Tomatensoße des Grauens     | inedito         | 28 ottobre 2003   | inedito         |
| 7  | Die Todes-Datei             | inedito         | 4 novembre 2003   | inedito         |
| 8  | Katzenjammer                | inedito         | 11 novembre 2003  | inedito         |
| 9  | Lange Finger                | inedito         | 18 novembre 2003  | inedito         |
| 10 | Ende einer Karriere         | inedito         | 25 novembre 2003  | inedito         |
| 11 | Zu tot um schön zu sein     | inedito         | 2 dicembre 2003   | inedito         |
| 12 | Haie und kleine Mieter      | inedito         | 9 dicembre 2003   | inedito         |
| 13 | Mord in bester Gesellschaft | inedito         | 16 dicembre 2003  | inedito         |